# Busjön (Ekshärads socken, Värmland)
Ej att förväxla med Busjön, del av sjön Knon i Ekshärads och Gustav Adolfs socknar
Busjön är en sjö i Hagfors kommun i Värmland och ingår i Göta älvs huvudavrinningsområde. Sjön är 16 meter djup, har en yta på 7,87 kvadratkilometer och är belägen 128 meter över havet. Sjön avvattnas av vattendraget Noret (Föskeforsälven). Vid provfiske har en stor mängd fiskarter fångats, bland annat abborre, björkna, braxen och gers.

## Delavrinningsområde
Busjön ingår i det delavrinningsområde (666624-137076) som SMHI kallar för Utloppet av Busjön. Medelhöjden är 147 meter över havet och ytan är 23,62 kvadratkilometer. Räknas de 13 avrinningsområdena uppströms in blir den ackumulerade arean 210,5 kvadratkilometer. Noret (Föskeforsälven) som avvattnar avrinningsområdet har biflödesordning 2, vilket innebär att vattnet flödar genom totalt 2 vattendrag innan det når havet efter 350 kilometer. Avrinningsområdet består mestadels av skog (35 procent) och öppen mark (12 procent). Avrinningsområdet har 7,87 kvadratkilometer vattenytor vilket ger det en sjöprocent på 33,3 procent.

## Fisk
Vid provfiske har följande fisk fångats i sjön:
- Abborre
- Björkna
- Braxen
- Gärs
- Gädda
- Gös
- Löja
- Mört
- Nors
- Sarv
- Siklöja